# Hiroshi Minatoya
Hiroshi Minatoya –en japonés, 湊谷 弘, Minatoya Hiroshi– (Fukuno, 17 de octubre de 1943-Kanazawa, 15 de junio de 2016) fue un deportista japonés que compitió en judo. Ganó cuatro medallas en el Campeonato Mundial de Judo entre los años 1965 y 1971.

## Palmarés internacional
| Campeonato Mundial | Campeonato Mundial              | Campeonato Mundial | Campeonato Mundial |
| Año                | Lugar                           | Medalla            | Categoría          |
| ------------------ | ------------------------------- | ------------------ | ------------------ |
| 1965               | Río de Janeiro (Brasil)         | Medalla de plata   | –68 kg             |
| 1967               | Salt Lake City (Estados Unidos) | Medalla de oro     | –70 kg             |
| 1969               | Ciudad de México (México)       | Medalla de oro     | –70 kg             |
| 1971               | Ludwigshafen (RFA)              | Medalla de plata   | –70 kg             |